# Olinto de Magalhães
Olinto Máximo de Magalhães (Barbacena, 7 de janeiro de 1866 — Rio de Janeiro, 24 de maio de 1948) foi um médico e diplomata brasileiro e ministro das Relações Exteriores do Brasil, de 1898 a 1902.

## Biografia
Filho do Coronel José Máximo de Magalhães e de Porfíria Heleodora Marques de Magalhães. Estudou em sua terra natal no Colégio Providência, antecessor do Colégio Abílio, do Barão de Macaúbas. Formou-se na Faculdade de Medicina da Corte e após a conclusão do curso esteve em Paris aperfeiçoando os seus conhecimentos e clínica cirúrgica. Em 1890 retornou ao Brasil, indo exercer clínica na sua cidade.
Foi republicano de primeiro hora, elegeu-se em 1890 para o congresso Constituinte Mineiro. Na oportunidade apresentou um projeto de organização do estado de natureza "cantonal", à moda da Suíça, que não foi aceito. Em 24 de abril de 1891 subscreveu projeto propondo a mudança da capital do estado para "um ponto central, no vale do Rio das Velhas, que se preste à edificação de uma grande cidade com as indispensáveis condições higiênicas."
De uma estadia de Floriano Peixoto em Barbacena, travou-se amizade entre o marechal e o coronel José Máximo e seu filho Olinto de Magalhães, do que resultou o compadrio deste com aquele em razão da crisma de filho do marechal, sendo Olinto convidado para padrinho.
Em 15 de março de 1892 Floriano o designou para o cargo de segundo secretário de legação em Viena, na Áustria. Floriano escreveu carta ao pai de Olinto de Magalhães dizendo "compreender a sua contrariedade pela próxima partida do filho único, mas convém este sacrifício porque o futuro será mais risonho na diplomacia, segundo penso". Em 1892 foi designado para Washington, chefiada então pelo barão do Rio Branco que sucedeu ali ao barão Aguiar de Andrada. Na época Brasil e Argentina estavam em litígio submetido ao juízo arbitral do presidente Grover Cleveland, a respeito do Território das Missões. 
Serviu como Ministro das Relações Exteriores do Brasil durante o governo Campos Sales.